# Mendrisio d'or
Le Mendrisio d'or (Mendrisio d'Oro en italien) est une récompense attribuée chaque année depuis 1972 par le Velo Club Mendrisio (un club cycliste basé à Mendrisio en Suisse) pour récompenser le meilleur cycliste de la saison. En 2011, le Mendrisio a récompensé deux coureurs pour l'ensemble de leur carrière.

## Récompenses
- Mendrisio d'or :  est décerné aux athlètes, équipes et organismes internationaux évoluant à un niveau professionnel qui se sont distingués en particulier pendant la saison.
- Mendrisio d'argent : est décerné aux athlètes, équipes et organisations évoluant à un niveau amateur (en Suisse) qui se sont distingués en particulier pendant la saison.
- Prix spécial : est parfois attribué aux athlètes, équipes et organismes internationaux.

## Palmarès
| Année | Mendrisio d'or                | Mendrisio d'argent                 | Prix spécial       |
| ----- | ----------------------------- | ---------------------------------- | ------------------ |
| 1972  | Eddy Merckx                   | Ivan Schmid                        | Non décerné        |
| 1973  | Felice Gimondi                | Gilbert Bischoff                   | Non décerné        |
| 1974  | Raymond Poulidor              | Michel Kuhn                        | Non décerné        |
| 1975  | Roger De Vlaeminck            | Robert Dill-Bundi                  | Non décerné        |
| 1976  | Freddy Maertens               | Rocco Cattaneo et Marco Vitali     | Non décerné        |
| 1977  | Michel Pollentier             | Stefan Mutter                      | Non décerné        |
| 1978  | Francesco Moser               | Équipe de Suisse amateur           | Non décerné        |
| 1979  | Bernard Hinault               | Albert Zweifel                     | Non décerné        |
| 1980  | Bernard Hinault               | Non décerné                        | Non décerné        |
| 1981  | Cyclisme suisse               | Marco Vitali                       | Non décerné        |
| 1982  | Giuseppe Saronni              | Jürg Bruggmann                     | Non décerné        |
| 1983  | Francesco Moser               | Niki Rüttimann                     | Non décerné        |
| 1984  | Sean Kelly                    | Benno Wiss                         | Non décerné        |
| 1985  | Urs Freuler                   | Stefan Joho                        | Non décerné        |
| 1986  | Greg LeMond                   | Richard Trinkler                   | Maria Canins       |
| 1987  | Stephen Roche                 | Nicola Puttini et Rocco Travella   | Non décerné        |
| 1988  | Charly Mottet                 | Rocco Travella et Felice Puttini   | Non décerné        |
| 1989  | Tony Rominger                 | Patrick Vetsch                     | Non décerné        |
| 1990  | Gianni Bugno                  | Andrea Bellati et Andrea Guidotti  | Non décerné        |
| 1991  | Claudio Chiappucci            | Beat Zberg                         | Non décerné        |
| 1992  | Miguel Indurain               | Dieter Runkel                      | Non décerné        |
| 1993  | Pascal Richard                | Équipe des 100 km contre-la-montre | Non décerné        |
| 1994  | Tony Rominger                 | Sylvain Golay                      | Non décerné        |
| 1995  | Laurent Jalabert              | Oscar Camenzind                    | Mauro Gianetti     |
| 1996  | Johan Museeuw                 | Barbara Heeb                       | Mauro Gianetti     |
| 1997  | Alex Zülle                    | Sven Montgomery                    | Jeannie Longo      |
| 1998  | Marco Pantani                 | Fabian Cancellara                  | Non décerné        |
| 1999  | Lance Armstrong               | Patrick Calcagni                   | Non décerné        |
| 2000  | Francesco Casagrande          | Martin Elmiger                     | Non décerné        |
| 2001  | Erik Zabel                    | Nicole Brändli                     | Non décerné        |
| 2002  | Mario Cipollini               | Michael Albasini                   | Non décerné        |
| 2003  | Paolo Bettini                 | Franco Marvulli                    | Non décerné        |
| 2004  | Óscar Freire                  | Karin Thürig                       | Non décerné        |
| 2005  | Tom Boonen                    | Thomas Frischknecht                | Non décerné        |
| 2006  | Fabian Cancellara             | Non décerné                        | Non décerné        |
| 2007  | Paolo Bettini                 | Mathias Frank                      | Non décerné        |
| 2008  | Fabian Cancellara             | Marcel Wyss                        | Non décerné        |
| 2009  | Cadel Evans                   | Nino Schurter                      | Non décerné        |
| 2010  | Vincenzo Nibali               | Projet piste Londres 2012          | Non décerné        |
| 2011  | Fiorenzo Magni et Eddy Merckx | Non décerné                        | Non décerné        |
| 2012  | Philippe Gilbert              | Tom Bohli                          | Rubens Bertogliati |
| 2013  | Chris Froome                  | Jolanda Neff                       | Non décerné        |
| 2014  | Vincenzo Nibali               | Stefan Küng                        | Non décerné        |
| 2015  | Peter Sagan                   | Lukas Spengler                     | Non décerné        |
| 2016  | Nino Schurter                 | Marc Hirschi                       | Fabian Cancellara  |
| 2017  | Greg Van Avermaet             | Filippo Colombo                    | Non décerné        |

## Palmarès par pays du prix international
| Pays            | Vict. |
| --------------- | ----- |
| Italie          | 14    |
| Belgique        | 9     |
| Suisse          | 9     |
| France          | 5     |
| Irlande         | 2     |
| États-Unis      | 2     |
| Espagne         | 2     |
| Allemagne       | 1     |
| Australie       | 1     |
| Grande-Bretagne | 1     |
| Slovaquie       | 1     |